# Conservatori de Música de Reus
L'escola i conservatori de música de Reus és un dels tres centres de música que la Diputació de Tarragona té ubicats en les seves comarques, juntament amb el de Tortosa i el de Tarragona, on es cursen entre d'altres, ensenyaments professionals de música.

## Història
La història d'aquest Centre s'inicia el curs 1974-1975, moment en què es constitueix una delegació del Conservatori Professional de Música de la Diputació de Tarragona, ubicada al Centre de Lectura de Reus.
El professorat formava part, juntament amb els docents dels centres de Tarragona i Tortosa, d'un únic claustre; es tractava, doncs, d'un sol Conservatori amb un sol equip directiu, però amb tres seus diferents.
La situació descrita perdura fins al curs 1996-1997 en què, amb data de 12 de juny de 1997, se signa el Conveni entre el Departament d'Ensenyament de la Generalitat de Catalunya i la Diputació de Tarragona, amb el qual s'obté el reconeixement com a Escola de música de la Diputació a Reus. En l'organigrama de la Diputació de Tarragona aquesta Escola forma part de l'Organisme Autònom Administratiu Conservatori Professional de Música.
La seu actual de l'Escola i Conservatori de Música de Reus és, des del curs 92-93, el Palau Bofarull de Reus.

## Activitats
L'any 1999 actuà per primera vegada l'Orquestra Simfònica del Conservatori de Reus, concretament el 19 de febrer de 1999 al teatre Fortuny, sota la direcció d'Antoni Besses.
A més de les audicions i els concerts habituals, el Conservatori engega el curs 2007-08 un Cicle de Joves Intèrprets amb concerts gratuïts remunerats. Actuen grups de reconeixement nacional com de Duo Iceberg, el Quintet de vent Ligeti, el Quartet de Corda Kayros, etc.
I en el conservatori s'hi celebra el Concurs de música de cambra Higini Anglès, d'àmbit estatal.

## Publicacions
Les publicacions realitzades fins ara per l'Escola i conservatori de música de Reus són:
- Bofarull Anguera, Xavier. Clarinet : prova d'accés al grau mitjà.  Diputació Provincial de Tarragona, març 2004. ISBN 978-84-95835-32-1.
- Bofarull Anguera, Xavier. El clarinet i jo (volum 1).  Diputació Provincial de Tarragona. ISBN 978-84-95835-93-2.
- Bofarull Anguera, Xavier. El clarinet i jo (volum 1).  Diputació Provincial de Tarragona. ISBN 978-84-95835-63-5.